# المقاومة خلال الحرب العالمية الثانية

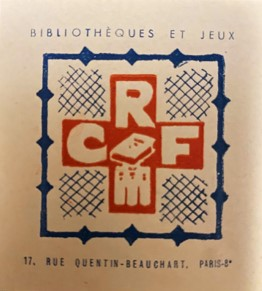
آداب الصليب الأحمر الفرنسي، خدمة مكتبات السجناء المدنيين أنشئت في باريس في عام 1941 بواسطة إيفون بارات لمساعدة السجناء المدنيين من المحتل في جميع أنحاء العالم خلال الحرب العالمية الثانية. هذه الآداب هي مشتركة بين أعمدة الكتب الموزعة على السجناء

حدثت حركات المقاومة خلال الحرب العالمية الثانية في كل دولة محتلة من خلال مجموعات متنوعة من الوسائل، بدءاً من عدم التعاون إلى الدعاية إلى إخفاء الطيارين الذين تحطمت طائراتهم وحتى الحروب الصريحة واستعادة المدن. في العديد من البلدان، يشار أحيانًا إلى حركات المقاومة باسم «تحت الأرض» .
من بين أبرز حركات المقاومة كانت المقاومة البولندية، بما في ذلك الجيش البولندي الرئيسي، وليني، والدولة البولندية السرية بأكملها؛ الثوار اليوغوسلافيين والثوار السوفييت [a]و المقاومة الإيطالية بقيادة لجنة التحرير الوطنية؛ المقاومة الفرنسية والمقاومة البلجيكية والمقاومة النرويجية والمقاومة الدنماركية والمقاومة اليونانية والمقاومة التشيكية والمقاومة الألبانية والمقاومة الهولندية، وخاصة «منظمة التحرير الوطنية» والمعارضة المضطهدة سياسياً في ألمانيا نفسها (كان هناك 16 مجموعة مقاومة رئيسية ومحاولات فاشلة لا تقل عن 27 محاولة لاغتيال هتلر بمزيد من المخطط لها: باختصار، عبر أوروبا التي تحتلها ألمانيا.
كان لدى العديد من الدول حركات مقاومة مكرسة لمحاربة أو تقويض غزاة المحور، وكانت ألمانيا النازية نفسها أيضًا لديها حركة معادية للنازية. على الرغم من أن بريطانيا لم تكن محتلة خلال الحرب، إلا أن البريطانيين قاموا باستعدادات معقدة لبناء حركة مقاومة بريطانية. تم إنشاء المنظمة الرئيسية بواسطة جهاز المخابرات السرية (SIS ، المعروف أيضًا باسم MI6)، ويُعرف الآن باسم القسم السابع. بالإضافة إلى ذلك، كانت هناك قوة كوماندوز سرية قصيرة الأجل تسمى الوحدات المساعدة. تم تشكيل منظمات مختلفة لإنشاء خلايا مقاومة أجنبية أو دعم حركات المقاومة الحالية، مثل منظمة تنفيذ العمليات الخاصة البريطانية ومكتب الخدمات الاستراتيجية الأمريكي (وكالة الاستخبارات المركزية).
كانت هناك أيضًا حركات مقاومة تقاتل حلفاء الحرب العالمية الثانية. في شرق إفريقيا الإيطالية، بعد هزيمة القوات الإيطالية خلال حملة شرق إفريقيا، شارك بعض الإيطاليين في حرب العصابات ضد البريطانيين (1941-1943). لم تقدم حركة المقاومة النازية الألمانية («فيرفولف») الكثير. تضمنت «إخوة الغابة» في إستونيا ولاتفيا وليتوانيا العديد من المقاتلين الذين عملوا ضد الاحتلال السوفيتي لدول البلطيق حتى الستينيات. أثناء الحرب أو بعدها، ظهرت مقاومة مماثلة ضد السوفيات في أماكن مثل رومانيا وبولندا وبلغاريا وأوكرانيا والشيشان.
بينما حاول المؤرخون والحكومات في بعض الدول الأوروبية الدعاية لمقاومة الاحتلال النازي على نطاق واسع بين سكانها،  شارك أقلية صغيرة فقط من الناس في المقاومة المنظمة، والتي تقدر بنحو واحد إلى ثلاثة في المئة من سكان بلدان أوروبا الغربية. في أوروبا الشرقية حيث كان الحكم النازي أكثر قمعية، شاركت نسبة أكبر من الناس في حركات المقاومة المنظمة، على سبيل المثال، ما يقدر بنحو 10-15 في المئة من السكان البولنديين. شاعت المقاومة السلبية أي عدم التعاون مع المحتلين بشكل أكبر.

## التنظيم
بعد الصدمة الأولى التي تلت الحرب الخاطفة، بدأ الناس ببطء في تنظيم صفوفهم، على الصعيدين المحلي وعلى نطاق أوسع، لا سيما عندما بدأ اليهود والمجموعات الأخرى في الترحيل واستخدامهم في Arbeitseinsatz (العمل القسري لدى الألمان). كانت عملية التنظيم محفوفة بالمخاطر، لذلك نظم الكثير من عمليات المقاومة فرديا. غالبا ما أعتمد التنظيم على التضاريس. حيث توجد مساحات شاسعة من الأراضي غير المأهولة، خاصة التلال والغابات التي يمكن بسهولة تنظيم مقاومة منظمة دون اكتشافها. هذا يفضله بشكل خاص الثوار السوفيت في أوروبا الشرقية. في هولندا المكتظة بالسكان، يمكن استخدام بيسبوش المليئة بالاشجار للاختباء. في شمال إيطاليا، وفرت كل من جبال الألب وأبينيني المأوى للمقاومة، على الرغم من أن العديد من المجموعات عملت مباشرة داخل المدن الكبرى.
كان هناك العديد من أنواع المجموعات المختلفة، تتراوح في النشاط بين تقديم المساعدات الإنسانية إلى المقاومة المسلحة، وفي بعض الأحيان تتعاون بدرجات متفاوتة. عادة ما تنشأ المقاومة تلقائيًا، لكن تم تشجيعها ومساعدتها بشكل أساسي من لندن وموسكو.

## حجم
كانت أكبر خمس حركات مقاومة في أوروبا هي الهولندية والفرنسية والبولندية والسوفييتية واليوغوسلافية؛ عموما يمكن أن ينظر إلى حجمها على أنها متقاربة، لا سيما في السنوات 1941-1944.
يلاحظ عدد من المصادر أن الجيش البولندي كان أكبر حركة مقاومة في أوروبا التي احتلها النازيون. كتب نورمان ديفيز أن «Armia Krajowa (جيش الوطن)... يمكن أن يدعيبانه أكبر منظمات المقاومة الأوروبية». يكتب جريجور دالاس أن «جيش الوطن (Armia Krajowa أو AK) في أواخر عام 1943 بلغ حوالي 400000، مما يجعله أكبر منظمة للمقاومة في أوروبا.»  كتب مارك وايمان أن «Armia Krajowa كانت تعتبر أكبر وحدة مقاومة سرية في أوروبا وقت الحرب». ومع ذلك، كانت أعداد الثوار السوفييت مشابهة جدًا لأعداد المقاومة البولندية  كما كانت أعداد الثوار اليوغوسلاف. بالنسبة للمقاومة الفرنسية، غامر فرانسوا ماركو بتقديره بعدد 200,000 ناشط و300،000 آخرين شاركو في عمليات المقاومة.

## الأفراد البارزين
- جورج اميندولا  [لغات أخرى]‏
- Mordechaj Anielewicz
- Dawid Apfelbaum
- Yitzhak Arad
- Walter Audisio
- Alexander Bogen
- ديتريش بونهوفر
- تاديوس بوروسيا كوموروفسكي
- Petr Braiko
- Pierre Brossolette
- Masha Bruskina
- Taras Bulba-Borovets
- Alexander Chekalin  [لغات أخرى]‏
- ماريك إديلمان
- Henri Honoré d'Estienne d'Orves
- D'Arcy Osborne, 12th Duke of Leeds
- Oleksiy Fedorov
- مانوليس غليزوس
- Marianne Golz
- Stefan Grot-Rowecki
- ينس كريستيان هاوغ
- أنور خوجة
- Khasan Israilov
- Jan Karski
- Stanisław Aronson
- Vassili Kononov
- Oleg Koshevoy
- زويا كوسموديمانسكايا
- Sydir Kovpak
- Nikolai Kuznetsov  [لغات أخرى]‏
- Albert Kwok
- هانز ليتن
- Martin Linge
- لويجي لونغو
- Juozas Lukša
- Pavel Luspekayev
- Max Manus
- Pyotr Masherov
- هو تشي منه
- مصطفى هارون
- Ma Benzhai (zh:馬本齋)
- جان مولان
- عمر المختار
- Otomars Oškalns
- Ferruccio Parri
- ألكسندر بيشيرسكي
- Motiejus Pečiulionis (lt)
- Salipada Pendatun
- ساندرو برتيني
- Gumbay Piang
- فيتولد بيلكي
- Christian Pineau
- Panteleimon Ponomarenko
- Zinaida Portnova
- ليبا راديتش
- Adolfas Ramanauskas
- Semyon Rudniev
- Alexander Saburov
- Hannie Schaft
- Pierre Schunck
- صوفي شول
- Baron Jean de Selys Longchamps  [لغات أخرى]‏
- رومان شوخيفيتش
- Henk Sneevliet
- Arturs Sproģis
- Ilya Starinov
- كلاوس فون شتاوفنبرج
- Imants Sudmalis
- رامون ماجسايساي
- غونار سونستيبي
- Luis Taruc
- جوزيف بروز تيتو
- بالميرو تولياتي
- Aris Velouchiotis
- Pyotr Vershigora
- نانسي ويك
- Napoleon Zervas
- Simcha Zorin
- Jonas Žemaitis
- واتارو كاجي
- سانزو نوساكا
- جيس فان هال
- والرافين فان هول
- Erik Hazelhoff Roelfzema
- Velimir Đurić